# タナワット・プラシットソムポーン
タナワット・プラシットソムポーン（タイ語: ธนวัฒน์ ประสิทธิสมพร, ラテン文字転写: Thanawat Prasitsomporn、1983年6月26日 - ）は、タイの俳優、声優、DJ。

## 略歴
タイ商工会議所大学卒業。ラジオ局で、朝のニュース番組でアナウンサーとしてキャリアを始めた。現在も、DJヌイの名義でラジオ番組の顔としてリスナーの注目を集めている。

## 出演

### 映画
2010年
- 私のバレンタイン（タイ語版）

### 吹き替え
2013年
- メアリーと秘密の王国
- スマーフ2 アイドル救出大作戦!